# Hidroelektrarna Fužine
Hidroelektrarna Fužine je hidroenergetski objekt na Ljubljanici, ki stoji ob južni steni gradu Fužine v ljubljanskem predelu Nove Fužine.
Obratovati je začela 14. aprila 1897 kot prva slovenska elektrarna na izmenični tok. Priklopljena je bila na prvi daljnovod dolžine 3,1 kilometra na razdalji iz Fužin do Vevč na katerem je bil prvič v Sloveniji uporabljen trifazni izmenični tok in prenos električne energije napetosti 3 kV.
Leta 1984 je bila razglašena za nepremični spomenik lokalnega pomena.